# Dalva Bacelar
Maria Dalva Bacelar Vilaça (Coelho Neto, 1º de fevereiro de 1925 - Recife, 26 de fevereiro de 2012) foi uma política maranhense.

## Biografia
Era a filha mais velha de Raimundo de Melo Bacelar (conhecido como Duque Bacelar), ex-prefeito de Coelho Neto e proprietário rural, e de Maria Machado Bacelar.
Em 1946, foi nomeada prefeita de Coelho Neto pelo governador Saturnino Belo, sendo a primeira prefeita do município. Enfrentou a oposição do padre Alfredo Bacelar, o qual se tornou grande adversário da família da prefeita. 
Em 1947, foi eleita deputada estadual do Maranhão pelo Partido Proletário do Brasil, aos 22 anos, tendo sido a única mulher eleita nesse período. Necessitou lutar contra a anulação das eleições pelo juiz da comarca Macieira Neto.
Foi indicada pelo governador Sebastião Archer da Silva entre os vinte representantes que iriam elaborar a Constituição do Estado, representando os municípios de Coelho Neto, Buriti e Chapadinha. Assinou a Carta Magna do Maranhão em 28 de julho de 1947, em cerimônia realizada no Teatro Arthur Azevedo.
Encontrou-se com o presidente Eurico Gaspar Dutra, de quem ganhou um revólver de presente.
Por conta do trabalho de seu marido, o farmacêutico Luís Vilaça, mudou-se para Recife, onde se dedicou à vida doméstica, tendo quatro filhos.
Faleceu em 2012, aos 87 anos, de leucemia.